# Бри (Манш)
Бри (фр. Brix) насеље је и општина у северној Француској у региону Доња Нормандија, у департману Манш која припада префектури Шербур-Октевил.
По подацима из 2011. године у општини је живело 2069 становника, а густина насељености је износила 64,33 становника/km². Општина се простире на површини од 32,16 km². Налази се на средњој надморској висини од 154 метара.

## Демографија
| 1962. | 1968. | 1975. | 1982. | 1990. | 1999. | 2011. |
| ----- | ----- | ----- | ----- | ----- | ----- | ----- |
| 1.267 | 1.357 | 1.323 | 1.600 | 1.828 | 1.928 | 2.069 |

График промене броја становника у току последњих година